# حجت بداغی
حجت بداغی (زادهٔ ۱۳۵۷) شاعر، رمان‌نویس و کنشگر ایرانی است. من فکر می‌کنم من، طراحی کودتا، انجیل به روایت عیسی، باختر در نزدیکی دشتان، آشیل صدا، روزهای عنکبوت و قطار مردم برخی از آثار او هستند. وی در سال ۱۳۹۹ از سوی دادگاه انقلاب و در سال ۱۴۰۲ از سوی دادسرای فرهنگ و رسانه احضار و به مجازات‌هایی محکوم شد.

## اتهامات و احکام صادره

### سال ۱۳۹۹
حجت بداغی در سال ۱۳۹۹، بخاطر مطالب منتشرشده در صفحهٔ اینستاگرام خود، با اتهام «تبلیغ علیه نظام» و با حکم قاضی ایمان افشاری، به شش ماه حبس تعزیری و مجازات‌های تکمیلی محکوم شد. حکم وی در نهایت به چهار و نیم ماه حبس کاهش پیدا کرد.

### سال ۱۴۰۲
در ۱۰ مهر ۱۴۰۲، حجت بداغی در پی حمایت از جنبش زن، زندگی، آزادی، برای تحمل مجازات «حبس و تفهیم مجازات‌های تکمیلی» به شعبهٔ اجرای احکام کیفری دادسرای فرهنگ و رسانه احضار شد.

## آثار
من فکر می‌کنم من، طراحی کودتا، انجیل به روایت عیسی، باختر در نزدیکی دشتان، آشیل صدا، روزهای عنکبوت و قطار مردم برخی از آثار او هستند. جز نخستین اثر وی، من فکر می‌کنم من، تمامی آثارش ممنوع‌الچاپ بوده است.

## دیگر فعالیت‌ها
حجت بداغی در زمینهٔ ترانه‌سرایی و خوانندگی فعالیت دارد. تا کنون هیچ‌یک از آلبوم‌های وی مجوز رسمی دریافت نکرده‌اند.

### نقد ادبی
او همچنین به‌عنوان مدیر نشست‌های نشر سیب سرخ و منتقد ادبی فعالیت می‌کند.

## افتخارات
وی از شاعران برگزیدهٔ دومین دورهٔ جشنوارهٔ هنری بین‌المللی و مستقل «زن، زندگی، آزادی»، یادمان بکتاش آبتین، در ونکوور کانادا است.